# Srđan Brujić
Srđan Brujić, hrvaški general, * 14. december 1914, † 17. junij 1974, Beograd.

## Življenjepis
Leta 1935 je postal član KPJ in od začetka je sodeloval v NOVJ. Med vojno je bil politični komisar v več enotah.
Po vojni je končal šolanje na Višji vojaški akademiji JLA.

## Odlikovanja
- Red zaslug za ljudstvo
- Red bratstva in enotnosti